# Greg Trooper
Greg Trooper (Neptune City, 13 januari 1956 – New York, 15 januari 2017) was een Amerikaanse singer-songwriter en gitarist.

## Biografie
Trooper groeide op in Little Silver. Zijn vroegste muzikale invloeden bestonden uit zingende cowboys en Satchmo: Louis Armstrong.
Op zijn veertiende leerde hij gitaar spelen en met vriendjes bezocht hij zo veel mogelijk optredens in New York. Muziek werd het enige dat hem interesseerde. Hij ging van school en vertrok begin jaren 1970 naar Austin (Texas). In het clubcircuit zag en hoorde hij Townes Van Zandt, Guy Clark, Jerry Jeff Walker, Willie Nelson en andere grootheden uit de vroege jaren 1970. Vervolgens verhuisde hij naar Lawrence (Kansas), waar hij het plaatselijke college bezocht en Engels en muziek studeerde. Na zijn studie verhuisde hij weer naar New York.

## Carrière
Trooper werd geïnspireerd door Otis Redding, Bob Dylan, en Hank Williams, waardoor in zijn muziek elementen zitten van de Memphissoul, Greenwich Village folk en Nashville country.
In New York bracht Trooper zijn eerste twee albums uit: We Won't Dance in 1986 en Everywhere in 1992. Deze albums trokken de aandacht in Nashville: Steve Earle nam het nummer "Little Sister" op, en Trooper kon zijn liedjes in Nashville verkopen. Hij verhuisde weer naar het zuiden en bracht in 1996 Noises in the Hallway uit (geproduceerd door ex-E Street Band bassist Garry Tallent, en uitgebracht op zijn label D'Ville Records). In 1998 volgde het door Buddy Miller geproduceerde Popular Demons op het Koch label, met gastoptredens van Steve Earle en Emmylou Harris.
Daarna tekende Trooper een contract bij Eminent Records in Nashville, en bracht in 2001 Straight Down Rain uit, dat oorspronkelijk ook door Buddy Miller geproduceerd zou worden. Miller moest echter wegens te drukke werkzaamheden afzeggen. Ook Gurf Morlix was niet beschikbaar, waarna de productie op advies van Miller bij de betrekkelijk onervaren Phil Madeira terechtkwam.
In 2002 kwam een live-album uit, opgenomen tijdens een concert in Pine Hill Farm in Durham (North Carolina) dat Trooper in juni 2000 gaf.
Op het Sugar Hill label bracht Trooper in 2003 het wederom door Madeira geproduceerde Floating (2003) uit, in 2005 gevolgd door Make It Through This World, geproduceerd door de soul-legende Dan Penn (bekend als schrijver van hits als "Dark End of the Street", "Do Right Woman", "Woman Left Lonely" en "Sweet Inspiration").
Het gat naar een volgend studioalbum werd in 2006 gevuld door een tweede live-album, The BackShop Live. Dat album liet lang op zich wachten, doordat Trooper in 2007, op weg naar een workshop liedjesschrijven in Vermont amper een botsing met een overstekende eland overleefde. Na dit ongeluk krabbelde Trooper er weer bovenop, verliet zijn woonplaats Nashville en keerde terug naar het noordoosten van de VS in Rockaway Beach, niet ver van New York. Daar maakte hij met Eric Ambel een album af dat zij samen in 1995 met de toenmalige tourband opnamen in een studio in Williamsburg (Brooklyn): The Williamsburg Affair (2009), dat hij uitbracht op zijn eigen label 52 Shakes Records. Een jaar later volgde op datzelfde label een echt nieuw studioalbum, Upside-down Town, dat hij kon financieren dankzij donaties van fans. In september 2013 wordt "Incident On Willow Street" uitgebracht. In oktober gevolgd door een toer door Nederland en België.
Greg Trooper werd in 2015 gediagnosticeerd met alvleesklierkanker. Hij overleed begin 2017 kort na zijn 61e verjaardag.

## Discografie
- We Won't Dance (1986)
- Everywhere (1992)
- Noises in the Hallway (1996)
- Popular Demons (1998)
- Straight Down Rain (2001)
- Between a House and a Hard Place: Live at Pine Hill Farm (2002)
- Floating (2003)
- Make It Through This World (2005)
- The BackShop Live (2006)
- The Williamsburg Affair (2009)
- Upside-Down Town (2010)
- Incident On Willow Street (2013)
- Live At The Rock Room (2015)